# Sven-Eric Werner
Sven-Eric Werner, född 6 november 1903 i Sollefteå, död 8 april 1974 i Göteborg, var en svensk tandläkare och tecknare.
Han var son till frisörmästaren Richard Werner och Hulda Johanna Hillerström och från 1936 gift med tandläkaren Signe Margareta Went. Werner avlade tandläkarexamen 1928 och har vid sidan av sitt arbete varit verksam som tecknare. Han utgav 1923 karikatyrsamlingen Dagbesked från V. Arméfördelningens studentkompani 1922–23. Som tidningstecknare och illustratör medverkade han i Sollefteå-Bladet, Nya Norrland och Nord-Sverige 1921–1927, Sunne-bygden 1930–1931, Odontologiska föreningens tidskrift Smockan 1925–1928 och Sveriges tandläkarförbunds tidning. Hans konst består av teckningar utförda i blyerts, tusch, bläck och färgkrita. Werner är representerad vid Sällskapet Göta Par Bricole i Göteborg.